# Dejan Zukić
Dejan Zukić (serbisch-kyrillisch Дејан Зукић; * 7. Mai 2001 in Bački Jarak) ist ein serbischer Fußballspieler, der beim Wolfsberger AC unter Vertrag steht.

## Karriere

### Verein
Zukić stammt aus der Nachwuchsabteilung des serbischen Traditionsvereins FK Vojvodina in Novi Sad. Im Sommer 2017 wurde im Alter von 16 Jahren in die erste Mannschaft befördert und unterzeichnete einen Zweijahresvertrag. In dieser Spielzeit 2017/18 wurde er nur ein einziges Mal für den Spieltagskader von Cheftrainer Vladimir Buač nominiert, in welchem er ohne Einsatz blieb. In der nächsten Spielzeit 2018/19 war er im Frühling 2019 wieder im Kader gelistet. Am 30. März 2019 (28. Spieltag) debütierte er beim 3:1-Auswärtssieg gegen den FK Dinamo Vranje für die Lale, als er in der Schlussphase für Damjan Gojkov eingewechselt wurde und nur wenige Momente später das letzte Tor von Milan Đurić vorbereitete. In den nächsten zwei Ligaspielen lieferte der flexible Offensivspieler zwei weitere Vorlagen und etablierte sich in der Folge als Rotationsspieler. Am letzten Spieltag erzielte er beim 1:1-Unentschieden gegen den FK Čukarički sein erstes Profitor für Vojvodina. Insgesamt kam er für Vojvodina zu 170 Einsätzen im serbischen Oberhaus, in denen er 23 Tore erzielte.
Zur Saison 2024/25 wechselte Zukić zum österreichischen Bundesligisten Wolfsberger AC, bei dem er einen bis 2027 laufenden Vertrag erhielt.

### Nationalmannschaft
Dejan Zukić repräsentierte sein Heimatland Serbien in diversen Juniorenauswahlen. Seit September 2019 ist er serbischer U19-Nationalspieler.

## Erfolge
- Österreichischer Cupsieger: 2025